# トイレットペーパーの向き
| 表向き(over) |  | 裏向き(under) |
| 表向き(over) |  | 裏向き(under) |

トイレットペーパーの向き（トイレットペーパーのむき）では、壁のホルダーにトイレットペーパーを取り付ける際の紙の向きについて記述する。
壁に対して水平軸を持つホルダーにトイレットペーパーを取り付ける場合、その取り付け方は2通りあり得る。つまり紙を上から引く（表向き）か、下からまわす（裏向き）か、である。どちらを選ぶかは習慣によるところが大きく、ほとんど好みの問題といってよい。アメリカでは消費者と風呂・トイレの専門家を対象に調査が行われたことがあり、60-70%の回答者が紙の先を手前に向ける（表向き）ことを好んだ。
一見すると瑣末な問題であるが、この「向き」についてはっきりした意見を持つ人は少なくなく、人生相談で有名なコラムニストであるアン・ランダーズ(en)は、自身のコラムの歴史のなかでも最も議論を呼んだテーマだと語っている。どちらの向きの支持者も、美しさや清潔さ、「おもてなし」の面で利点があると主張し、さらには紙を切り取りやすく節約になる、キャンピングカーや猫とも相性が良いなどを根拠に挙げている。いわゆるセレブや専門家がどちらか一方に偏るということはないが、年齢や性別、政治的な信条との関係を指摘する論者もいる。標本調査の結果からは社会経済的なステータスと相関関係が示されているのである。
トイレットペーパーの向きをめぐって問題が生じた場合は、妥協だけが解決策というわけではなく、ホルダーを増やしたりトイレやバスルームを別にする方法もある。どちらか一方の向きを国が標準化すべきだと唱えている人間もいるが、ある発明家は多方向にホルダーが旋回する新しいタイプのものがもっと人気が出てほしいと願っている。

## トイレットペーパーの社会学

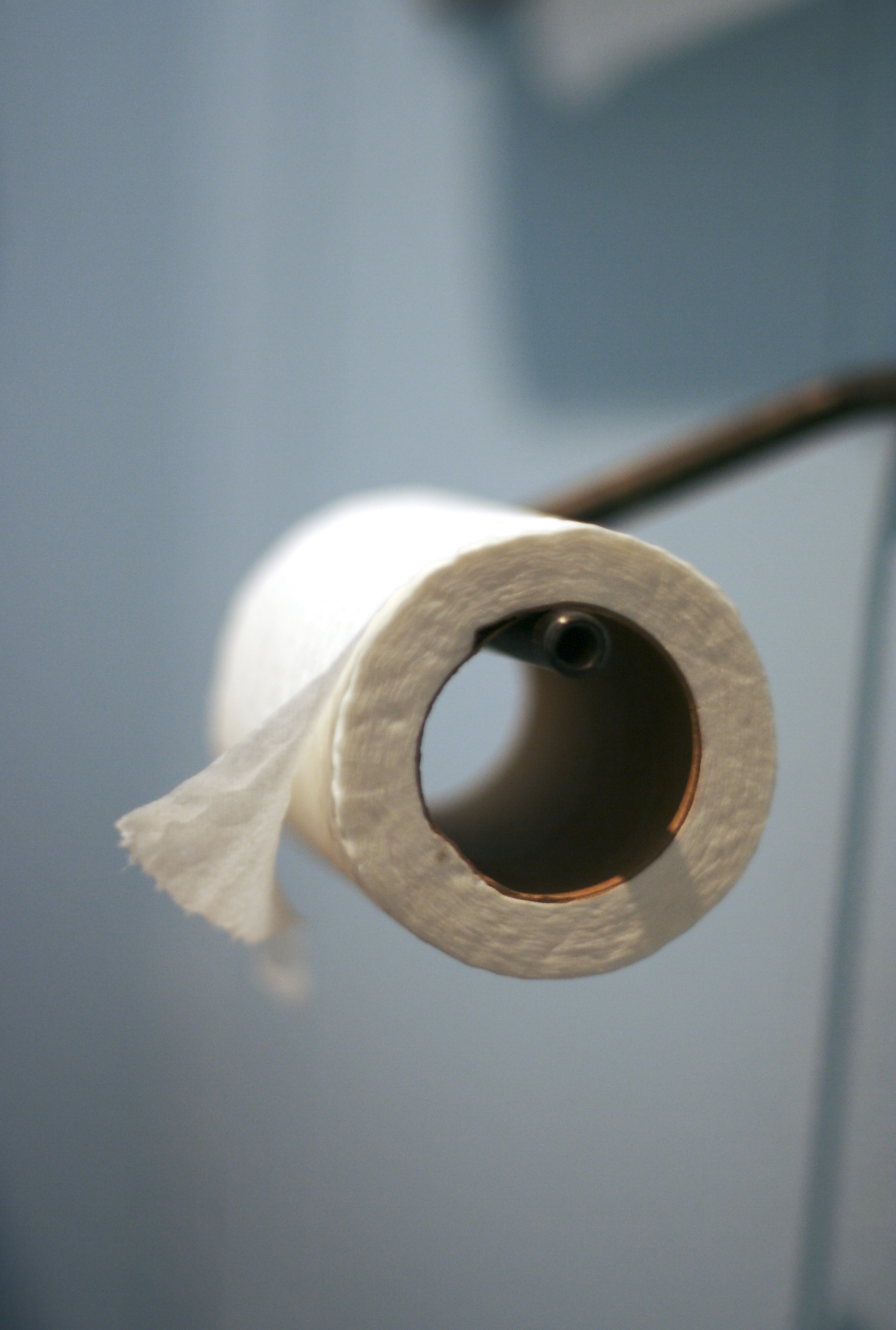
上から下にたらすかけ方

「Bathroom Politics : Introducing Students to Sociological Thinking from the Bottom Up」と題した論文で、イースタン・インスティチュート・オブ・テクノロジーの教授エドガー・アラン・バーンズ（社会学）は、トイレットペーパーのポリティクスがなぜ考察に値するのかを論じている。それによると、バーンズは、自身が受け持つ社会学の入門講座の初日には学生にこう尋ねることにしているという。「トイレットペーパーはどちらの向きでかけるべきだと思う？」。そして続く50分間で、学生たちはなぜ自分たちがそう答えたのかを問い直しながら「それ以前にはまったく意識的に考えたことのなかった規律と習慣」の社会的構成を探るのである。そこから学生たちはジェンダーの役割や公的、私的な空間の意味、人種や民族性、社会階層、年齢といったより大きな社会学の諸テーマとのつながりを見つけていくのである。そしてこの授業の意味はそれだけではない、とバーンズはいう。
社会学者が関心を持つのは、瑣末であったり自明のことをもっともらしくみせているだけだと思われがちな領域である。したがって、トイレットペーパーのかけ方という練習問題を通じて明らかになる学理的なポイントは、小規模な日常は社会学の扱うビッグピクチャーの対極にあるということではなく、日常から離れてビッグピクチャーがどこか「向こう岸」に存在するということはありえないということなのだ。細かな項目や「常識とみなされている」規則、信念「こそが」社会に埋め込まれた大きな物語なのであり、物語を強固にしている当のものなのである。
バーンズの手法はノートルダム大学の社会心理学コースでも採用されており、バーガーとルックマンの古典ともいうべき著書「The Social Construction of Reality」(1966年）の基本原則を示すために用いられている。やはり日常的なトピックである三目並べやパーソナルスペース、歩き方、公衆トイレを使う男性のエチケットなどをもとに「社会学的想像力」（ミルズ）を呼び起こすのである。
ミシガン大学心理学部教授クリストファー・パタースンは、トイレットペーパーの向きが人の「趣味、嗜好、利害」の影響下にあり、価値観や「態度、気質、規範、要求」によって決まるのではないと説いている。贔屓するコーラの銘柄やプロ野球チームなどもやはり個人的な利害(interest)によって決まるというが、パタースンによればこの「利害」はアイデンティティーと密接な関係にある。様々な人が多様な利害を持ち、それがその人の「独自性」につながるという考え方はたいへん好まれるし、またそうであってほしいと思われている。一方で利害が食い違うことによって起こることといえば、恥をかいたりやんわりとたしなめられる程度であり、ほとんどの場合、価値観の衝突から生じるような深刻な対立を生むようなことはない。例外があるとすれば、パタースンがいうところの「ちゃんとしなさい人間('get a life' folks)」が、利害をモラルの領域にまで引き上げるときだろう。
ウィスコンシン大学マディソン校の心理学部教授モートン・アン・ゲルンスバハーは、このトイレットペーパーの向きを、食洗機に入れるカトラリーの向きや、どの引き出しに靴下を入れるか、シャワー中にシャンプーと石けんのどちらを先にするかといった問題と比較している。いずれの選択肢においても、マジョリティによるいわば模範回答があるため、なぜマイノリティはもう一方を選んだのかというごく単純な見取り図で問いが立てられがちであるという。さらにゲルンスバハーは神経画像解析にも注意を促している。この手法は2007年ごろに実験に採用されるようになったもので、心的転回と顔の表情から買い物や「くすぐり」まで行動を分析するのだが、彼女によればこの実験は文化的なバイアスやステレオタイプを素通りしてしまう。
バートランド・ケスヴェット(Bertrand Cesvet)は「Conversational Capital」の中で、このトイレットペーパーの問題を儀式化された行動の例とみなしている。デザイナーやマーケッターはこういった手法を通じて商品を中心に忘れられない体験をつくりだす。そしてこの体験が例えば「口コミ」の動きにつながるのである。この本では菓子のチクタクの箱を振ったり、オレオのクッキーを分解したりという行動を例に挙げられている。
実際にトイレットペーパーは「話のタネ」となることがある。ジョン・ハイアットはしばしばコンサートのＭＣで妻の好みが変わるという話をしているし 、トイレットペーパーの向きの話で一時間使った事もあるジム・ボハノンも、こういった問題こそトークラジオには向いていると語っている。「対話型メディアなので、ある種の衝突はついてまわります。攻撃的な衝突でなくともよいのですが、少なくとも意見の相違があることは大前提です。そういうものは間違いなく広く関心を集めているものですから」。
一方でテレビというメディアではこの問題に言及すること自体が難しくなる。アメリカのメジャー放送局であるNBCとCBSでは、1987年の時点でトイレの脇に架けたトイレットペーパーを撮影してはならないことになっていた 。1970年代のシットコム「オール・イン・ザ・ファミリー」が初めてトイレットペーパーをめぐる議論の一部を放送しており、アーチー･バンカーが紙を「裏側にして」吊せと叫ぶ場面がそれにあたる。「シンプソンズ」にもこのテーマが登場する。1995年のエピソードでは、子どもたちがチャイルド・プロテクション・サービスに保護されてしまい、マージ・シンプソンは自分の家が「汚らしいゴミ溜め」とCPSに認定される。それはトイレットペーパーが「正しくない、上からまわすやり方でかけられていた」からである。

## 調査

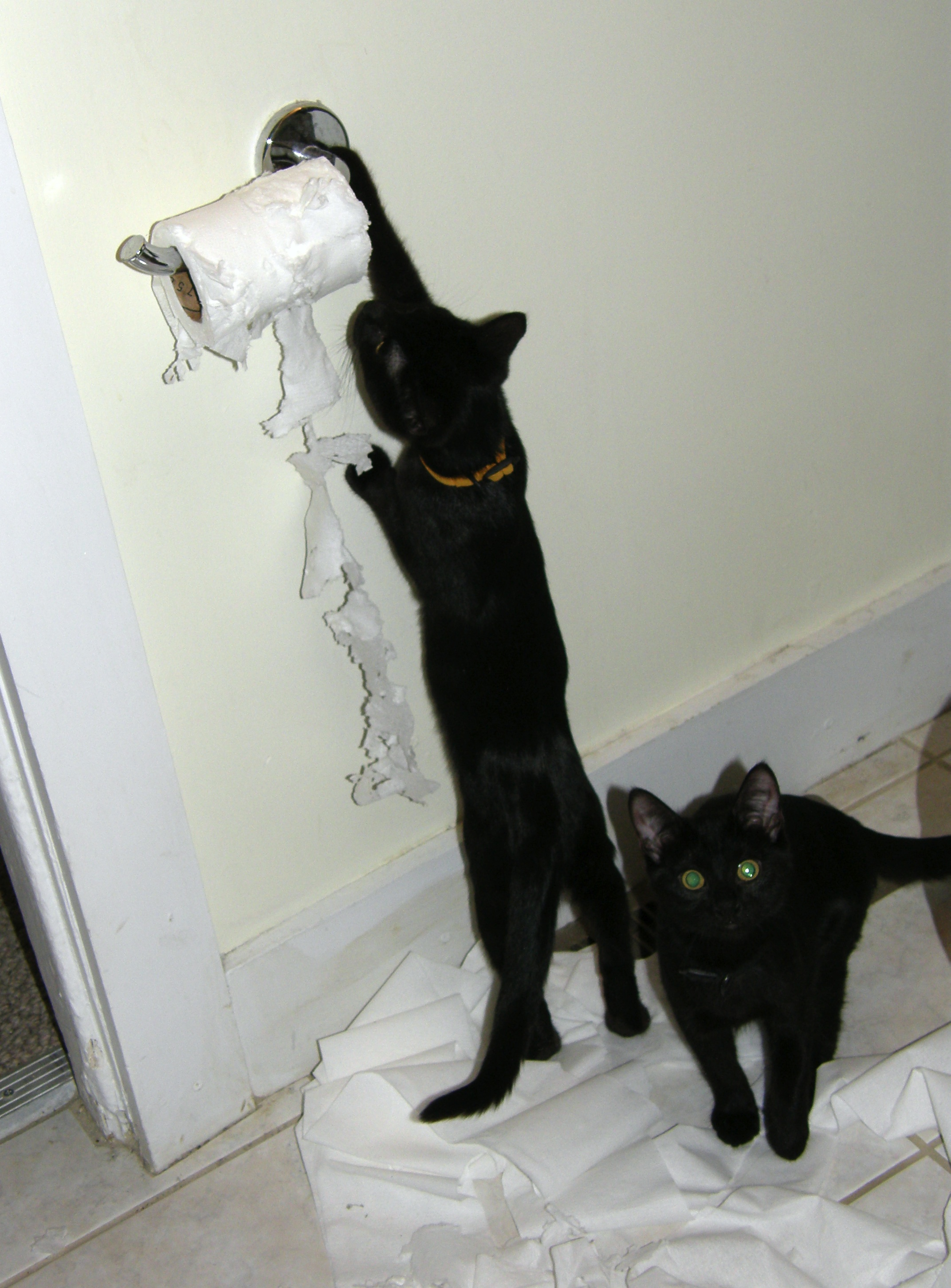
トイレットペーパーで遊ぶ猫

2006年に出版された「Why Not?」において、バリー・ネイルバフとイアン・エアーズは、トイレットペーパーに関する議論はつまり対称性についての議論なのだと書いている（自分たちは「表向き」が好みだとも述べている）。ほぼ対称性な状況をつくり、それをひっくり返すことで、時には驚くほど優れた、新しいやり方で問題を解決できることがある。他に具体的な例として、バナナの皮は柄からよりも先からむいたほうがよい、車の運転であれば前輪操舵よりも後輪操舵がよいといったものがある。
トイレットペーパーは左側と右側が反射対称であるため、時計回りか反時計回りかということは曖昧であり、見る人の視点に依存している。また上下と裏表の対称性は重力や壁、人の位置によって相対的である。そのためトイレットペーパーの二つの向きは以下のように定義しうる。
- 「表向き」（上から）：紙の端を壁から離してかけ、ロールの上から引き出す
- 「裏向き」（下から）：紙の端を壁のそばにかけ、ロールの下から引き出す

こういった分類も厳密なものではない。1991年にサウスウエスト航空社長のハーバート・ケレハーはある利用者から変わった不満の声を聞いた。「親愛なるハーブへ。... 先週旅行でSFOへ行ったのだけれど、誰かがトイレットペーパーを間違ってかけているようだ。どこかのバカが紙はロールの上からでなく下から出るものだと思っている。どうやって直せばよいものやら... 」。それに対してケレハーは上級管理委員会、法務責任者、顧客関係管理担当などの肩書きで署名をして返事を送った。「親愛なるジムへ。何でまたうちのトイレで逆さまになってんだい？」。ケビン&ジャッキー・フライバーグはこのエピソードをサウスウエスト航空の型破りなカスタマーサービスのやり方の例として挙げている（「Nuts!」）。
ロールから紙状のものを取り出す日用品は他にもファックスやレジ、食品用ラップフィルム、アルミ箔、クッキングシートなどがある。トイレットペーパーの向きが重要だと信じるあるコラムニストはこう書いている。「何であっても正しい方向というものがある。取り出せなかったり、怪我をしたり、その両方ということだって」。

## 利点

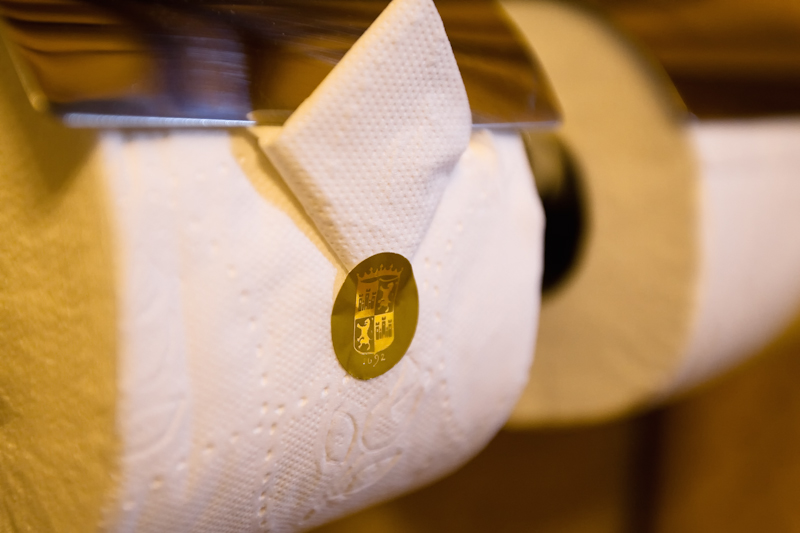
折りたたまれ、カバーをつけてシールが貼られたトイレットペーパー（ホテル・モナステリオ、2009年）

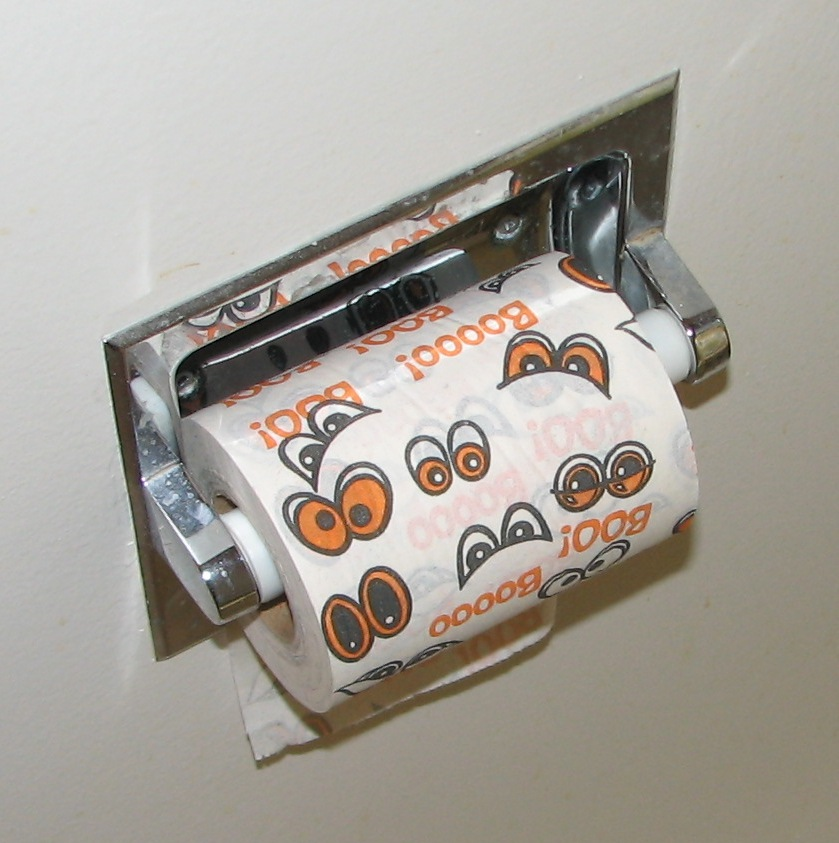
「裏向き」で置かれ、反対側には絵と文章がついている

トイレットペーパーの設置法は、主に紙の取りやすさや習慣が根拠になっている 。それぞれの典型的な利点を挙げると以下のようになる。
- 表 ―　うっかり拳を壁や棚にこすってしまうリスクを減らし、手垢と雑菌を防ぐことにつながる[25]
- 表  ―　視覚的に紙の位置をとらえることが容易になり、垂れ下がった紙の先をつかみやすくなる[26]
- 表  ―　ホテルやクルーズ客船、オフィスビル、公共施設、来客用のトイレをそなえた家庭が「三角折り」をすることで、部屋を掃除したことをアピールできる[27]
- 表  ―　一般にメーカーはこのかけ方を想定して製品化を行っているため、パターンのはいったトイレットペーパーであればこのかけ方のほうが見栄えがよい[28]
- 裏 ― 垂れ下がった部分が隠されるため、より整然とした印象を与える[29][30]
- 裏 ― 幼児や犬、猫といったペットがトイレットペーパーにぶらさがろうとして全て巻き取ってしまうリスクを減らす[31]
- 裏 ― キャンピングカーに設置する場合は、はずみで走行中に紙が落ちるのを減らすことができる[32]

ミシン目に沿ってトイレットペーパーをちぎることが容易になるという利点はどちらの側も主張している。両者とも片手で紙を引っ張ってもう一方の手でロールを安定させるのである（1991年にアメリカから中国に旅行したある人間が、異なる設置法を報告している。それによると紙にはミシン目がなく、かわりに鉄製のカッターがホルダーにそなえられているため、方向は表向きに限定される）。
どちらのかけ方が経済的かははっきりしない。Centralian Advocate紙はプラネットグリーン内で表向きのほうが紙を節約できるという主張をしており、The Orange County Register紙も同じ結論を出している。一方でCape Argus紙は「イギリスのトイレットペーパー製造業者が」反対の結論を出したと報じている。作家のピーター・フィッツシモンズは「How Hemlines Predict the Economy」で、壁に向かって紙を垂らしたほうが、「一般にいって二倍ぐらいは節約できるもの」だと書いている。
評価研究という学術的な領域においては、マイケル・スクリヴェンがこの問題について述べており、トイレットペーパーの正しい設置法を問うことは、評価スキルを「1項目で適性検査」しているに等しいと論じている。関わるスキルには態度、実践的な論理的分析力、エンパシー、ティーチング、飲み込みの早さなどがある。能力を示すためには、「一つの正しい解答」を導いても、この検査が文化的にバイアスがかかっていることを（あるいはバイアスがかかっていないことを）証明してもよい。

## 調査結果
「トイレットペーパーは上からほどきますか、それとも下からまわしますか？」という質問は、バリー・シンロッドとメル・ポレツの共著「The First Really Important Survey of American Habits」(1989年）の眼目だった。結果的に、68%が 「上から」を選んだ。「私にとって、この本のエッセンスはトイレットペーパーの質問にあった…。回答者は反対の向きを選んだ人間を事実上傷つけてしまうことに無頓着か気にしすぎるかのどちらかだった」とシンロッドはいう。ポレツも「トイレットペーパーの問題は、ミラー・ライトの「Great Taste...Less Filling!」のコマーシャルと同じ反応を呼び起こした」と語っている。
バニス・カーナーの「Are You Normal?」(1995年)では53%が表向きを選択し、裏向きを選んだのは「4分の1」だった（気にしない、わからないが8%).。
カナダの博物館をめぐった移動展覧会、「Sitting Pretty: The History of the Toilet」では、訪れた人に自分たちが好むトイレットペーパーの方向を記録するよう求められた。展覧会が2001年6月にオンタリオ州ハンツビルに到着した時点で、1万3千人の調査記録が集まり、67%が表向きを選んでいる。2005年2月のウィニペグのサンボニファス博物館では、投票機に5,831票の表向き、5,679票の裏向きが記録され、比率では表向きが51%となった。博物館の館長は、「不正があったとは思うけれども」とコメントしている。
ジョージア・パシフィックはキルテッド・ノーザンの新製品の発売に先駆けて、1993年にトイレに関するアメリカ人の習慣を調査を行い、その後もさらにデータを集めている。
- 1993年 - 73%が「表向き」(1200人が回答）。プレス･リリースでは「トイレットペーパーをめぐる議論に終止符を打った、業界初の調査」と銘打たれた[47]。
- 1994 - 59%が「表向き」[48](1,000人が回答。KRC リサーチ&コンサルティングが実施[49]）
- 1995 - 59%が「表向き」、29%が「裏向き」[50]（1,000人が回答。リサーチ&コンサルティングが実施[48]）
- 2001 - 63%が「表向き」(1,001人が回答。インパルス・リサーチが実施[51]）
- 2004 - 72%が「表向き」[52]

1993年に、アメリカン・スタンダードはジョージア州アトランタの展示会で「デザイナー、施工業者、卸売業者、販売店、その他バス・キッチンの販売員」を対象にした調査を実施した。質問は「トイレットペーパーをかけるただ一つの正しいやり方は、裏ですか表ですか？」というもので、表向きが59%(1,826票）を占めた。同社の広報であるノラ･モンローは、「トイレはなわばりのような空間です。非常に多くの人がこの問題にはっきりとした意見を持っていることに驚かれることでしょう。」とコメントしている。2008年にも同様の調査がより伝統的な形式で行われ、 1,001人が回答した。このときは「4人に3人」が表向きと答えている。
1995年のスコット・ペーパー・カンパニーによる調査では「50歳以上のアメリカ人のほとんど」が表向きを好んだ 。コトネルブランドでの調査は1999年にも行われ、68%の回答者が表向きを好み、裏向きは25%だった。コラムニストのボニー・ヘンリーはその他の人間について仮説を立てている。「7%の人たちはと言えば，信じられないほど下らない質問に飽き飽きして、深い永遠の眠りについたに違いない」
トーマス・クラッパーの没後100周年にあたる2010年1月27日に、コトネルは「Great Debate」と題した広告キャンペーンを行い、アメリカの消費者にキンバリークラークのウェブサイトで自分たちの好みを投票するように呼びかけた。このときの結果は、第82回のアカデミー賞の最中に発表され、72%が「表向き」に票を投じたことがわかった。1,000人のアメリカ人を対象により伝統的な形式による調査も実施されており、コトネルの発表によれば「表派」は「裏派」よりも、ロールの方向を認知し(74%)、方向が正しくないときに不快感を覚え(24%)、友人の家であれば向きを変えている (27%)。
トイレットペーパーのメーカーと調査実施者は、その他にもトイレットペーパーにまつわる個人的な習慣を調べている。どの程度使用するか、切り離すときは片手か両手か、右からか左からか、使う前に丸めるかたたむか、である。

## テーマ

### 性別と年齢
ポレツとシンロッドは1989年の自分たちの調査結果を性別と年齢で分析した。以下は「表向き」を好むと答えた人間の割合である。
|      | 21–34 | 35–44 | 45–54 | 55 + | 合計 | 総計 |
| ---- | ----- | ----- | ----- | ---- | ---- | ---- |
| 男性 | 71%   | 81%   | 60%   | 63%  | 69%  | 68%  |
| 女性 | 81%   | 65%   | 62%   | 83%  | 67%  | 68%  |

彼らの本の中では回答者の人数は記されていないため、この偏りが統計的に有意であると述べることは難しいが、男性と女性で嗜好に違いはないようにみえる。しかし、どちらの方向に関しても男女間で偏りがあると主張する人間もいる。アメリカン･スタンダードの展示会における調査での結論は「多くの男性が、紙が取りやすくなるといって表向きに投票した」であり、発明家のカーティス・バッツは個人的な体験をもとに異なる結論を下している。「女性は表向きを好み、男性は裏向きを好む。女性は壁に触れるのを嫌がるからだと思う」。The Presss紙のコラムニストであるモード女史は、女性は「論理的な思考をする人間」であるため表向きを選ぶ。
また、コトネルの調査では、男性は女性よりも自分の好みと異なるトイレットペーパーの向きに気づきやすく、不快感を覚えることが示された。

年齢別の調査では他にも「高齢者の4人に1人以上がトイレットペーパーを表向きにして上から紙を引っ張るのを好む」というデータがあり、ジェームズ・バックリーの「The Bathroom Companion」でも50歳以上の人間に関して同様の主張を行っている。

### 政治
シンロッドは自分の調査について、「年収が5万ドル以上の人間の60%が表向きになることを好み、年収2万ドル以下の人間の73%は裏向きを好む」。これが何を示すのかについて「私にはわからないが、たいへん興味深い」と分析している。
サスカチュワン州サスカトゥーンのある地方選挙において新しい投票機が導入された際に、動作テストとして「公衆トイレのトイレットペーパーは、紙の先をロール正面の上からたらして設置することを支持しますか?」という議題が出された。答えは768対196で支持する、つまり80%が表向きに投票した。これは問いが「政治性を連想させなかった」ためだと考えられる。しかし南アパラチア科学フェアである少年が行ったサイエンスプロジェクトでは、リベラルな人間はロールを表向きにし、保守的な人間は裏向きにした、という結論が出された。

### 性格
ティム・ブライトハウプトの「10 Steps to Sales Success」(2003年）では、カール・グスタフ・ユングの研究をふまえた4つの性格型を提案している。すなわち社交型(Socializer)、管理型(Director)、思考型(Thinker)、親密型(Relater)である。ブライトハウプトによれば、トイレットペーパーにこだわるのは思考型で、管理型は紙を使うことさえできれば気にしない 。パット・ワイマンは「Three Keys to Self-Understanding」(2001年)で、この問題とエニアグラム性格論とを結びつけ、「タイプ1の人間がこういったジレンマに対する答えを知っている」と述べている。
セラピストでコトネルのコンサルタントでもあるギルダ・カールも、性格分類を理論化している。
紙を上からたらす人間は、責任感があり熱中するタイプで頑張りすぎてしまうかもしれない。下から紙を巻く人間は、ゆったりと構え信頼感が持てる。頼りになるものを追い求めてもいる。あればいいという人間は、衝突をなるべく避けることを目指し、柔軟な価値観を求め、新天地に身を置くことを好む
コラムニストのデイヴィッド・グライムスはこうした性格テストに冷笑的である。
上から紙を引っ張るのを好む人間は外向型であり、食料品店で「10品以下」の列にこっそり11品を持って並ぶことに挑戦することが趣味の浪費家タイプである。紙を下のほうからまわすことを好むのであれば、生まれつきの疑り深さで一日に三度は家に掃除機をかける人だ。それからジェリー・スプリンガーを神だと思っているタイプである。

あるいはその反対である可能性もある。
業界誌「Fund Action」には、ある投資信託会社が求職者にした質問を心理学者に分析させてプロファイリングするという記事が掲載されたことがある。その質問の一つが「トイレットペーパーをどちらのやり方でかけますか？表からほどきますか、裏からほどきますか？」というものである。この記事では会社の名前も、望ましい答えも明かされていない。

## 影響
トイレットペーパーの方向は夫婦喧嘩の原因になるとよく言われるが 、事業所や公共施設などでも問題は生じうる。
南極のアムンゼン・スコット基地でさえ、トイレットペーパーの設置法に不平をのべる人間がいる。6ヶ月続く極夜を少なくない数の人間が共に過ごす間、現代生活につきものの頭痛がほとんど意識にのぼらなくなるが、食事と衛生に関してはその反対のことが起こる。厳しい南極の気候という難題を前にしているにもかかわらず、「もっと平凡な、日常生活の困難においてこそ性格の不一致が露わになる」のである。

## 解決法
この問題を解決するためには技術の開発や改良が必要だとする論者もいるが、一人一人の行動を重視する立場もある。

### 技術と発明
ダラス出身のインダストリアル・エンジニアであるカーティス・バッツは、「Tilt-A-Roll」という回転式のトイレットペーパー・ディスペンサーを発明した。
両親も自分と妻のように「常日頃」トイレットペーパーの置き方で文句を言い合っていた、と語るバッツが発明した装置は、「Tilt-A-Rollで結婚生活を維持しよう！」をモットーに様々な新聞や雑誌、ラジオをはじめ「ザ・トゥナイト・ショー・ウィズ・ジェイ・レノ」などのテレビ番組でも特集された。さらに1999年には世界最大の発明展であるINPEX発明展に出品され、800以上の作品の中から「面白さとシンプルさ」を評価されて三位を獲得している。
バッツはこの装置をつくるために自宅のガレージを作業場にして仕事を始めた。「ほとんど眠らずに24時間つくり続けることもあった。今後は業者を探さなければないと、いまの量はこなせないよ」とバッツはいう。そして2000年の時点でもまだ「販売業者の選定中」であり、The Home DepotとQVCとの交渉を試みていた。2008年、Tilt-A-Rollはバッツのウェブサイトで販売された。
2009年後半にはロッキー・ハトスンという発明家も同様の装置（ハトスンはT.P. Swivelと呼んでいる）をテレビ番組「ピッチメン」で実演している。フロリダ州イボーシティに173人の出場者が集まったが、ハトスンはその中からアンソニー・サリヴァンに製品をピッチ（売り込む）する20人に選ばれた。出番を迎えたハトスンは紙をロールの「上から」引き出した。

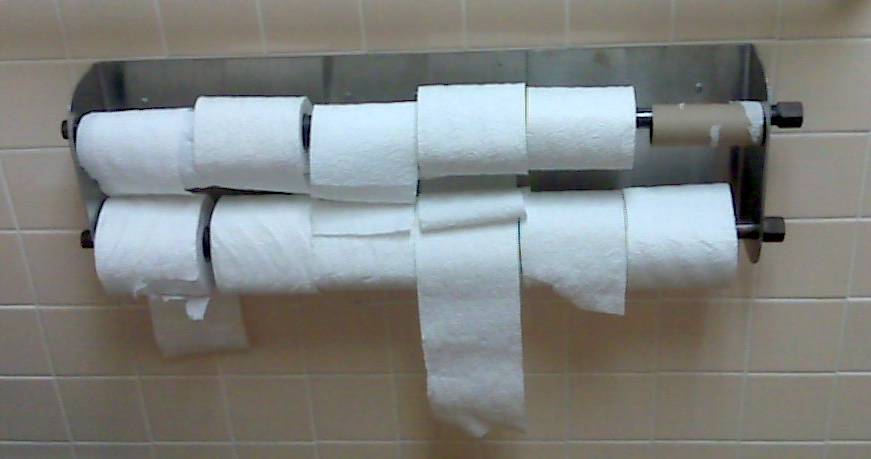
二方向にはめられた12個のトイレットペーパー

トイレットペーパーのディスペンサーを二つ設けるという解決法は、公共のトイレやホテルで一般的になりつつある。人生相談コラム「Annie's Mailbox」でもロールが二つはいる大きなホルダーを使うよう進めているが、「over」のほうがポピュラーだとも記している。大きなバスケットに複数のロールをいれておいてもよいが、トイレをわけることも問題の解消につながる。垂直のホルダーを使うか、あるいは単純にホルダーを全く使わなくともよい。

### 人間行動

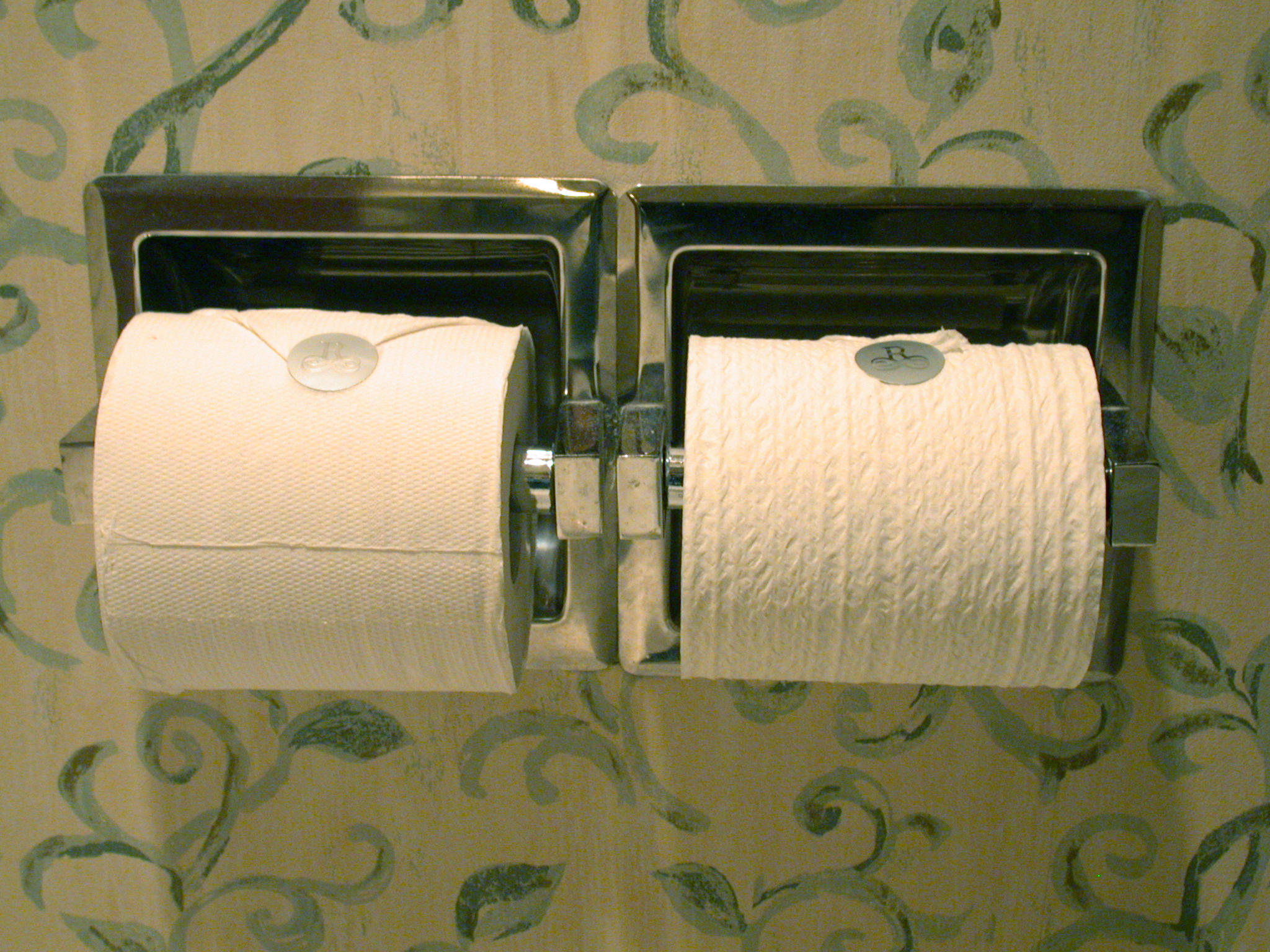
並列可能なトイレットペーパーホルダー

ミシガン州グランドラピッズのトイレットペーパー愛好家ビル・ジャレットはそもそもこれまでの調査があまりに小規模だったと主張している。少なくとも百万票以上の国民投票を行って「国定のトイレットペーパーの方向」を決め、それを守らせる「トイレットペーパー・ポリス」を設置すべきだとしている。一方でジャレットは自分の好みを公表することを拒んでおり、AP通信の記者が自宅に取材に訪れた際には、その直前にトイレットペーパーを撤去することさえしている。「投票に影響を与えたくないからね、言わないよ」。投票には5ドルのディベート用キットを購入しなければならないが、ジャレットは自分の提案が国にとっていかに価値があるかを次のように説明する。人がトイレットペーパーの端を探すのに1年あたり30分を費やすものとすると、アメリカ国内では家で年に9,000万時間、職場では年に3億ドルの節約になる」。
トイレットペーパーの向きは、政府には何かを命ずる権利など一切ないという根源的な問題の比喩としても使われており、編集発行人に送られる騒音公害の規制や離婚条件の厳格化に抗議する書簡などに現れることがある。2006年にはニューハンプシャー州のレストランやバーでの禁煙に抗議する共和党のラルフ・ボーム下院議員が次のように発言した。「すぐにトイレットペーパーをどちらの向きでかけるかお伺いを立てろというのだろうか？」。
「グランドラピッズ・プレス」のコラムを書いているカレン・オーは、偶然に自分の夫と妹がよその家ではトイレットペーパーを反対に回していることを発見し、「他人のことが本当にわかる日など来るはずがない」と記している。「Houston Chronicle」紙のコラム内で、ジャック・ブリューワーはトイレットペーパーを「正しい方法で」（上から）引っ張り出すのにかかる時間は5秒足らずだと書いている。つまり、妻と口論するよりもはるかに時間がかからないというのである。
デイヴィッド・オコーナーは2005年の「Henderson's House Rules」で、この意見の相違を最小の議論で解決するか、あるいは絶対的な、しかし合理的なルールづくりをすることで妥協すべきだとしている。この本はトイレットペーパーに関しては、「上から手前に」かける立場であり、全ページにわたってこの方向を図解している。しかしオコーナーは次のような但し書きをつけている。「もし家庭における女性がトイレットペーパ―を「上から内に」壁に向かってかけることにこだわったならば、そちらが優先される。実際には奇妙といってよい好みだが、女性は男性よりもはるかに紙を使うので、そちらがルールになる」。

## アン・ランダーズ

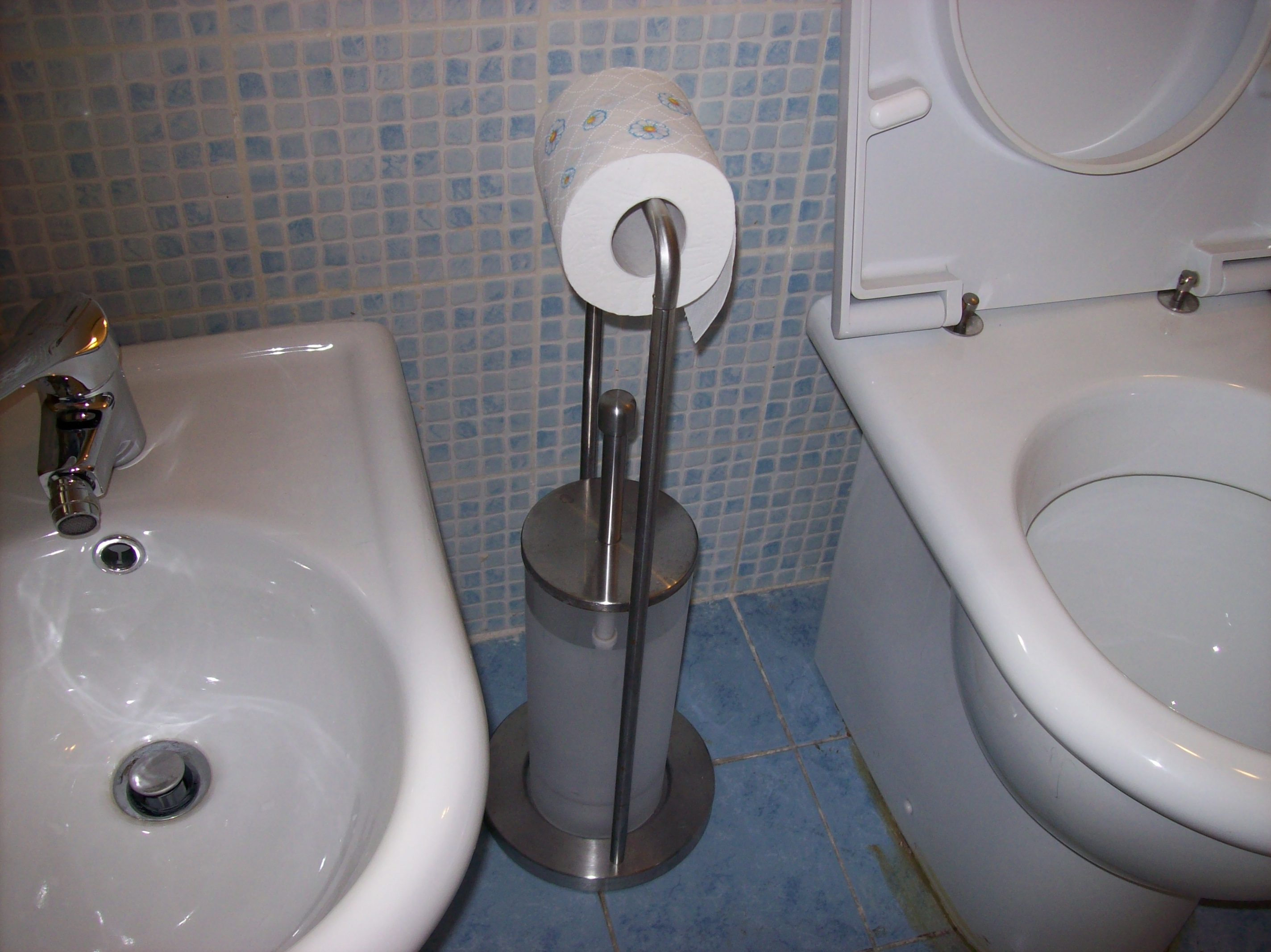
双方向型のトイレットペーパーホルダー

コラムニストのアン・ランダーズもどちらの方向でトイレットペーパーをかけるべきかを人生相談されたことがある。そして彼女は裏向きと答え、数千通の抗議の手紙を受けとった。ランダーズは後に表向きを推奨し抗議の手紙がさらに数千通届いた。最終的に届いた手紙は1万5千通にも及び、31年間のコラムの歴史で最も議論を呼んだこのテーマを振り返って、彼女は驚きの声をあげた。「世の中に問題はいくらでもあるのに、なぜちり紙のことをこれほど多くの人がガミガミ話題にするのだろう」。
1986年11月、ランダーズはカナダ商用旅行者協会で「高品質のトイレットペーパーは」表向きにすると「正しい面が上にくる」と発言している。1996年にはこの問題を「オプラ・ウィンフリー・ショー」で語り、スタジオ観覧者の68%が表向きが好きだと答えた。司会のオプラ・ウィンフリーも裏を向けると紙を余計に使うのではないかと言っている。1998年にはこの問題が「永遠に続く定めになっているように思える。」「圧倒的大多数が紙の先が表になるようロールをかけるのに、私は紙を壁に近づけてたらすのが好きだから」と述べている。2002年の最後のコラムに彼女は「追伸 トイレットペーパーは表向きにしています」と書いた。彼女のコメンタリーは死後も続く2005年にはデイヴィッド・ランボーが書いた女性の一人芝居が初演された。アン・ランダーズのキャラクターをスケッチした「The Lady with All the Answers」では、トイレットペーパーがもう一度取りあげられ、女優は観客に意見を募るのである。
この問題に関して出版物等で意見を述べているのは、コラムニストやエンターテイナーだけではない。「Teaching Sociology」に載ったバーンズの論文によれば、練習問題としてのトイレットペーパーのかけかたの価値は、一部には「テーマとなっている問題が誰にでも親しみ深い点にある。誰もが専門家であり、誰もが意見を持っている」点にあるのである。

## 関連文献
- “For Your Information”, The News & Observer:  p. C1, (4 October 1993), Factiva rnob000020011101dpa400p2p
References "a Reader's Digest poll". Primary source unclear.
- Brody, Ed (2002), Spinning Tales, Weaving Hope: Stories, Storytelling, and Activities for Peace, Justice and the Environment, New Society Publishers, p. 158
- Cameron, W. Bruce (2004), How to Remodel a Man: Tips and Techniques on Accomplishing Something You Know Is Impossible But Want to Try Anyway, Macmillan, p. 185
- Carpenter, Richard P. (28 March 1999), “It's swimming vs. snoozing”, The Boston Globe:  p. M4, Factiva bstngb0020010825dv3s00asy
- Freeman, Kim (8 February 1986), “Vox Jox”, Billboard:  p. 16
References a poll by Ric Hanson featured in USA Today.
- Grossvogel, David I. (1987), Dear Ann Landers: our intimate and changing dialogue with America's best-loved confidante, Contemporary Books, p. 257
- Kelly, William Jude (1988), Models in process: a rhetoric and reader, Macmillan, p. 154
- Kogan, Rick (2004), America's Mom: The Life, Lessons, and Legacy of Ann Landers, Thorndike Press, p. 224
- Praeger, Dave (2007), Poop Culture: How America Is Shaped by Its Grossest National Product, Feral House, p. 72
- Selby, David (1995), Earthkind: a teachers' handbook on humane education, Trentham Books, p. 367
- Singular, Stephen (1987), Talked to death: the life and murder of Alan Berg, p. 305
Mentions Bob Palmer of Denver's KCNC-TV doing a show on this topic.
- Society of Automotive Engineers (2004), Reliability and robust design in automotive engineering, p. 412
Presents a statistical test to determine gender differences in toilet paper orientation.
- Trachtenberg, Robert (2005), When I Knew, HarperCollins, p. 69